# Raumschiff Enterprise
Raumschiff Enterprise (Original: Star Trek; später auch Star Trek: The Original Series, Abkürzung TOS) ist eine Science-Fiction-Fernsehserie aus den 1960er-Jahren von Gene Roddenberry. Unter dem Kommando von Captain James T. Kirk erkundet das Raumschiff Enterprise unbekannte Bereiche des Universums. Dabei wird seine internationale Besatzung mit unbekannten Phänomenen, Lebensformen und Feinden konfrontiert.
Wegen schwacher Zuschauerquoten stellte der US-Fernsehsender NBC die Serie 1969 nach drei Staffeln mit insgesamt 79 Folgen ein. Erst in den folgenden Jahren entwickelte sie sich zu einem popkulturellen Phänomen und einem der weltweit größten Medien-Franchises.

## Konzept
Der im Vorspann der deutschen Synchronfassung gesprochene Text lautet:

„Der Weltraum, unendliche Weiten. Wir schreiben das Jahr 2200. Dies sind die Abenteuer des Raumschiffs Enterprise, das mit seiner 400 Mann starken Besatzung 5 Jahre lang unterwegs ist, um neue Welten zu erforschen, neues Leben und neue Zivilisationen. Viele Lichtjahre von der Erde entfernt, dringt die Enterprise in Galaxien vor, die nie ein Mensch zuvor gesehen hat.“

Der Text unterscheidet sich in einigen Punkten vom Text, der im englischen Original gesprochen wird:

“Space: the final frontier. These are the voyages of the starship Enterprise. Its five-year mission: to explore strange new worlds, to seek out new life and new civilizations, to boldly go where no man has gone before.”

„Der Weltraum: die letzte Grenze. Dies sind die Reisen des Raumschiffs Enterprise. Seine Fünfjahresmission: fremde neue Welten zu erforschen, neues Leben und neue Zivilisationen zu suchen, mutig dorthin zu gehen, wo noch kein Mensch zuvor gewesen ist.“

Im 23. Jahrhundert haben die Menschen auf der Erde soziale und wirtschaftliche Schwierigkeiten überwunden. Die Erkundung des Weltraums hat zu Allianzen mit außerirdischen Lebensformen geführt. Die Besatzung des Raumschiffs Enterprise von der Föderation der Vereinigten Planeten widmet sich der Entdeckung bislang unbekannter Lebensformen. Die Konfrontationen mit unerforschten Phänomenen und Feinden stellen Captain James T. Kirk und seine Offiziere immer wieder vor schwierige Aufgaben.
An der Seite von Captain Kirk stehen Mr. Spock, Erster Offizier sowie Wissenschaftsoffizier, und der Schiffsarzt Dr. Leonard McCoy. Mr. Spock, Halbvulkanier, gilt nicht nur aufgrund der spitzen Ohren und Augenbrauen als Exot auf dem sonst von Menschen bevölkerten Raumschiff: Das wesentliche Merkmal der vulkanischen Kultur ist die Abkehr von Emotionalität zugunsten einer streng logischen Denkweise. Im Gegensatz dazu vertritt der manchmal mürrische, aber herzliche Dr. McCoy ein humanistisches Weltbild. Aufgrund der ergänzenden Eigenschaften dieser drei Figuren etablierten sich Kirk, Spock und McCoy als Triumvirat: Die meist offen ausgetragenen Konflikte zwischen dem rationalen Spock und dem impulsiven McCoy helfen Kirk als Handlungsträger, seine Entscheidungen zu treffen.
Die weiteren wichtigen Besatzungsmitglieder spiegeln die Bandbreite verschiedener Nationalitäten der Erde wider: Der schrullige, aber kompetente Chefingenieur Montgomery Scott ist Schotte, am Navigationspult kommen sowohl der dynamische Japaner Hikaru Sulu als auch (ab der zweiten Staffel) der junge Russe Pavel Chekov zum Einsatz. Als Kommunikationsoffizier ist mit Lt. Uhura nicht nur eine Frau, sondern auch eine Afrikanerin in leitender Position tätig, was zum Zeitpunkt der Entstehung der Serie als besonders progressiv galt.
Zu den technischen Rahmenbedingungen zählt der Warp-Antrieb des Raumschiffs, der quasi-überlichtschnelle interstellare Reisen möglich macht. Zwar stehen den Besatzungsmitgliedern der Enterprise auch kleinere Shuttles zur Verfügung, doch durch das Beamen können nahegelegene Reiseziele, etwa ein Planet oder ein anderes Raumschiff, bedeutend schneller erreicht werden; dazu werden Lebewesen und Objekte in ihre Moleküle zerlegt und unverzüglich am Bestimmungsort wieder zusammengesetzt. Hauptgrund für die Einführung des Beamens war, dass sich dadurch das aufwendige Drehen von Raumschiff- oder Shuttlelandungen vermeiden ließ.
Zu den Ausrüstungsgegenständen bei Missionen außerhalb des Raumschiffs zählen Sprechgeräte für die Kommunikation unter den Mannschaftsmitgliedern, Tricorder für die Datenaufzeichnung, -speicherung und -analyse und Phaser als Waffen, deren Wirkung auf Tötung oder Betäubung eingestellt werden kann.
Der Originaltitel Star Trek (in etwa „Zug zu den Sternen“) ist an die strapaziösen Reisen der amerikanischen Pioniere angelehnt, die mit ihren Planwagen den noch unbekannten Kontinent erschlossen („Siedlertrecks“). Gene Roddenberry ging bei der Konzeption der Serie von einer Vielzahl erdähnlicher Planeten im Universum aus, die erst noch entdeckt werden müssten. Auch aus Kostengründen ähneln die meisten von der Enterprise aufgesuchten Planeten der Erde. Extraterrestrische Völker sind meist humanoid; sie unterscheiden sich von Menschen oft nur durch exotische körperliche Details (etwa durch die Hautfarbe) oder werden durch hervorstechende Charaktereigenschaften definiert: Vulkanier sind logisch, Klingonen kriegerisch. Von diesen Vereinfachungen abgesehen war der vernunftbetonte Umgang mit außerirdischen Lebensformen und Phänomenen ein Markenzeichen der Serie, die sich von den klassischen Invasionsszenarien üblicher Science-Fiction-Produktionen abheben wollte und sich um eine möglichst glaubwürdige Atmosphäre bemühte. Gene Roddenberry bestritt energisch die Ansicht, die Sternenflotte sei eine militärische Organisation, und betonte, die Missionen dienten dazu, Frieden zu stiften und Leben zu schützen, auch wenn die Mannschaftsmitglieder Uniformen tragen und sich mit Dienstgraden ansprechen. Obwohl die Friedensmission im Vordergrund steht, kommt es im Laufe der Handlungen der einzelnen Folgen auch zu mit Waffen ausgetragenen Konflikten.

## Produktionsgeschichte

### Die Anfänge
Für den US-amerikanischen Fernsehsender NBC entstand 1964 der Pilotfilm Der Käfig mit Jeffrey Hunter in der Hauptrolle des Captain Pike. Die Verantwortlichen lehnten es jedoch ab, die Serie Star Trek in dieser Form zu realisieren: Das Science-Fiction-Abenteuer schien ihnen „zu kopflastig“. Das Produktionsteam um Gene Roddenberry erhielt eine zweite Chance, musste allerdings einige Änderungen akzeptieren: Neben einer stärkeren Gewichtung actionlastiger Elemente sollten auch keine Frauen in leitender Position zu sehen sein. Zwar verschwand somit der als „Number One“ angesprochene weibliche Erste Offizier (gespielt von Majel Barrett), doch in einem anderen Punkt setzte sich Roddenberry gegenüber dem Sender durch: Mr. Spock, dessen spitze Ohren und Augenbrauen einen satanischen Eindruck machten, blieb trotz der Einwände der Senderverantwortlichen Teil der überarbeiteten Serie.
Der zweite, 1965 gedrehte Pilot Where No Man Has Gone Before, in dem nun William Shatner als Captain Kirk den anderweitig verpflichteten Jeffrey Hunter ersetzte, fand Zustimmung. Nach weiteren Änderungen im Produktionsdesign (speziell den Kostümen) und den Figuren (besonders auffällig: der Zugang von Schiffsarzt McCoy) ging die erste Staffel von Star Trek in Produktion, wobei die durchschnittliche Drehzeit bei sechs Tagen pro Folge lag.

### Erste Staffel
Mit der Folge The Man Trap (dt. Titel Das Letzte seiner Art) startete Star Trek am 8. September 1966 im US-amerikanischen Fernsehen. Die Geschichte um ein extraterrestrisches Lebewesen, das Salz zum Überleben braucht, in der Gestalt von McCoys Jugendliebe erscheint und schließlich in seiner Verzweiflung mehrere Mannschaftsmitglieder ermordet, ehe es selbst getötet wird, wurde vom Sender NBC als Pilotfolge ausgewählt. Die Autoren um Gene Roddenberry hätten lieber einer Folge den Vorzug gegeben, die das angestrebte Niveau der neuen Serie besser repräsentierte: Etwa The Naked Time (Implosion in der Spirale, als vierte Folge ausgestrahlt), in deren Handlung sich Besatzungsmitglieder der Enterprise mit einem Virus infizieren, der ihre verborgenen Emotionen freisetzt und schließlich zu Wahnsinn und Tod führt.
Die Produktion kämpfte nicht nur mit einem stark begrenzten Budget, das für eine Science-Fiction-Serie besonders knapp schien: Die Entwicklung und Realisation der Drehbücher geriet in der ersten Staffel stark in Verzug. Um einerseits keinen der wöchentlichen Sendetermine ausfallen zu lassen und andererseits den teuren Pilotfilm mit Jeffrey Hunter nicht zu vergeuden, wurde The Cage mittels Rahmenhandlung in die laufende Serie eingearbeitet: Während einer Gerichtsverhandlung gegen Spock, der die Enterprise entführt hat, um den mittlerweile entstellten und gelähmten Captain Pike zum Planeten Talos IV zu bringen, erscheint das Filmmaterial des ersten Pilotfilms als visuelle Logbuchaufzeichnung auf der Leinwand. The Menagerie (Talos IV – Tabu, Teil I und Teil II) blieb der einzige Zweiteiler der Serie und wurde 1966 mit dem International Hugo Award for Best Science Fiction Dramatic Presentation ausgezeichnet.
Zu weiteren Höhepunkten der 29 Folgen umfassenden ersten Staffel zählen unter anderem The Enemy Within (Kirk : 2 = ?), in der Kirk durch eine Fehlfunktion des Transporters in seine guten und bösen Charaktereigenschaften aufgeteilt wird, Space Seed (Der schlafende Tiger) mit Ricardo Montalbán, der seine Rolle als charismatischer Gegenspieler Khan im zweiten Kinofilm wieder aufnehmen sollte, und The Devil in the Dark (Horta rettet ihre Kinder), die das Konzept von Star Trek auf den Punkt brachte, indem ein unbekanntes und gefährliches Wesen sich als eine um ihre Kinder besorgte, intelligente Lebensform erweist. Die als 28. Folge ausgestrahlte Geschichte The City on the Edge of Forever (Griff in die Geschichte) zählt zu den gefeiertsten der klassischen Star-Trek-Serie: Durch ein Zeittor folgen Kirk und Spock dem von Wahnvorstellungen geplagten McCoy ins New York der 1930er Jahre. Dort verliebt sich Kirk in die engagierte Edith Keeler (Joan Collins). Um die Zeitlinie aufrechtzuerhalten, muss Spock Kirk und den eben wiedergefundenen McCoy daran hindern, Edith das Leben zu retten. The City on the Edge of Forever basiert auf dem Drehbuch des renommierten Science-Fiction-Autors Harlan Ellison, das allerdings vor den Dreharbeiten stark überarbeitet wurde: Dass Drogenmissbrauch zu den Wahnvorstellungen führte, passte nicht in das von Roddenberry gestaltete Konzept von Star Trek. Stattdessen injiziert sich McCoy beim Verabreichen eines Medikaments versehentlich eine Überdosis.  Die Folge erhielt 1967 den Hugo Award for Best Science Fiction Dramatic Presentation, das Originaldrehbuch von Ellison wurde von der Screen Writers Guild ausgezeichnet.
Wegen enttäuschender Quoten drohte bald die Einstellung der Serie. Engagierte Science-Fiction-Fans und -Autoren protestierten daraufhin massiv: „The Committee“, bestehend aus namhaften Autoren wie Robert Bloch, Harlan Ellison, Poul Anderson, Theodore Sturgeon, A. E. van Vogt und anderen, rief zu einer groß angelegten Briefaktion auf. Herbert Solow, der damals für die Produktion der Serie verantwortlich war, geht allerdings davon aus, dass nicht die Briefkampagne allein die Serie rettete, sondern der Umstand, dass Star Trek eine der beliebtesten Serien war, die in Farbe gedreht wurden. Da NBC großes Interesse an der Verbreitung des Farbfernsehens hatte, war man trotz geringer Gesamtzuschauerzahlen an der Fortsetzung interessiert. NBC genehmigte letztlich die Produktion einer zweiten Staffel. Die Serie erhielt aber einen neuen Sendeplatz und wanderte 1967 von Donnerstag- auf Freitagabend, was noch schlechtere Einschaltquoten erwarten ließ.

### Zweite Staffel
Auffälligste Veränderung innerhalb der Serie war der Neuzugang des Russen Pavel Chekov als Teil der international breitgefächerten Besatzung. Die von Walter Koenig dargestellte Figur genoss bald große Popularität, sodass sie nach einer Testphase zum festen Bestandteil der Serie wurde. Der besonderen Beliebtheit Mr. Spocks trug die zweite Staffel mit der Eröffnungsfolge Rechnung: In Amok Time (Weltraumfieber oder Pon Farr) leidet der streng logische Vulkanier am plötzlichen Auftreten seiner „Brunftzeit“. Kirk bringt den ungewohnt aggressiven Spock auf dessen Heimatplaneten und muss sich dort einem rituellen Zweikampf auf Leben und Tod mit seinem Freund und Ersten Offizier stellen. Die Folge führte nicht nur den bekannten Vulkanier-Gruß ein (die Finger der rechten Hand werden zwischen Mittel- und Ringfinger gespreizt), sondern legte auch inhaltlich den Grundstein für den Vulkan-Mystizismus, der wichtiger Teil des Star-Trek-Universums ist. Mit Journey to Babel (Reise nach Babel) stand Spock abermals im Mittelpunkt: Die Enterprise befördert seinen Vater, Botschafter Sarek, und weitere Delegierte zu einer wichtigen Konferenz, deren Zustandekommen ein Spion an Bord verhindern will. Zu weiteren herausragenden Folgen der Staffel zwei (26 Folgen) zählen Mirror, Mirror (Ein Parallel-Universum), in der ein Paralleluniversum eine kriegerische statt friedliche Enterprise offenbart, und The Trouble with Tribbles (Kennen Sie Tribbles?), die als eine der beliebtesten weil humorvollsten Episoden der Serie gilt: Die Schiffsbesatzung kämpft mit der steten Vermehrung kleiner, fellknäuelartiger Tierchen.
Als sich die Einschaltquoten auch mit der zweiten Staffel nicht verbesserten, konnte die weitere Produktion abermals nur nach einer organisierten Protestwelle durchgesetzt werden: Rund eine Million Protestbriefe, die NBC erreichten, demonstrierten die außergewöhnlich starke Verbundenheit zwischen der Serie und ihren treuen Zuschauern.

### Dritte Staffel

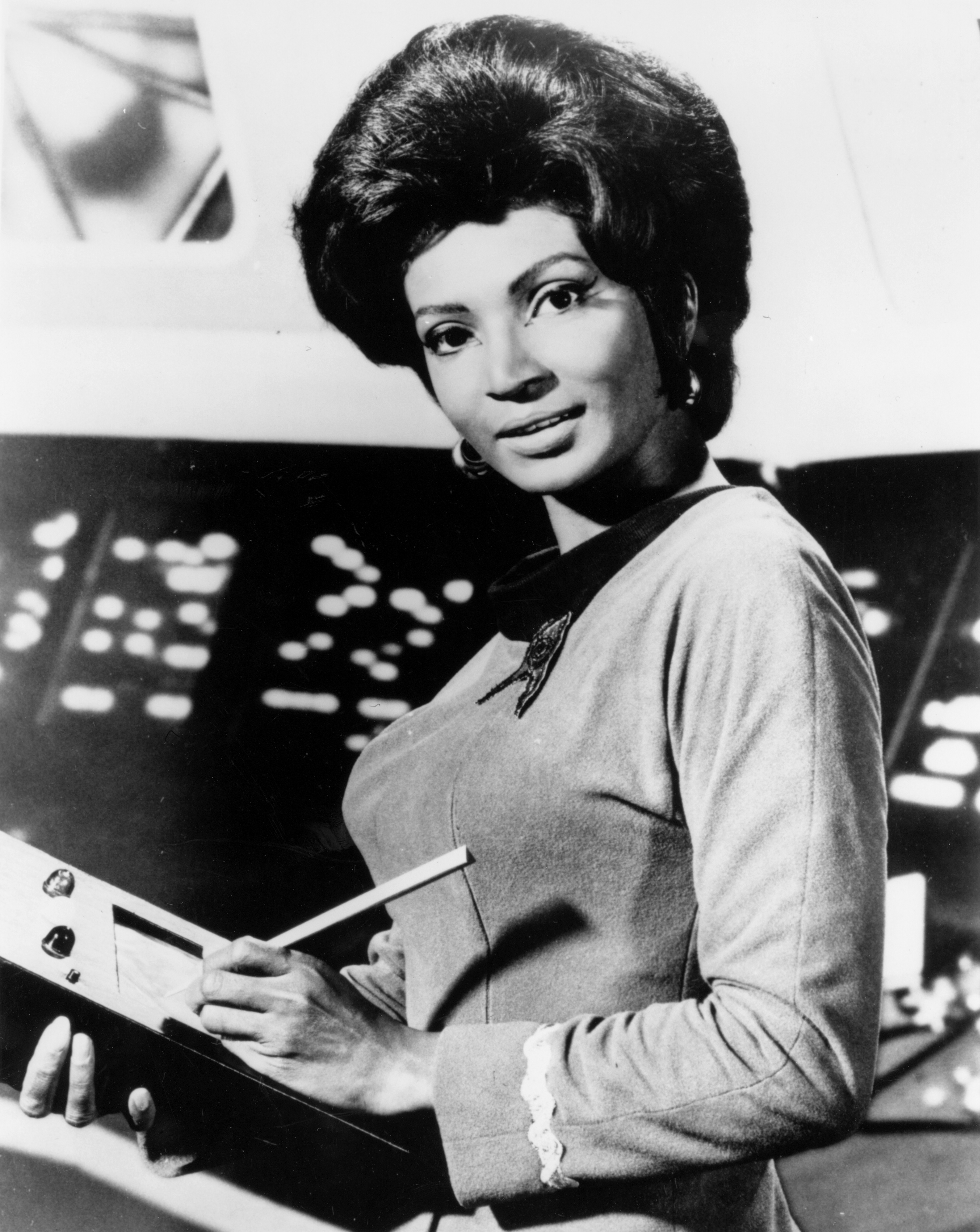
Nichelle Nichols als Lieutenant Uhura

Der Sender genehmigte zwar eine weitere Staffel, räumte Star Trek allerdings einen späteren und somit den Quoten weiter abträglichen Sendetermin ein. Gene Roddenberry zog sich vom Posten des Produzenten zurück, den nun Fred Freiberger übernahm. Zudem wurde das Budget gekürzt, wodurch auf aufwendige Schauplätze außerhalb der Enterprise so weit wie möglich verzichtet werden musste.
Unter den möglichen Alternativen wählte NBC Spock’s Brain (Spocks Gehirn) als Eröffnungsfolge der neuen Staffel. Die Geschichte um den Diebstahl von Spocks Gehirn zählt bei vielen Rezipienten zu den enttäuschendsten der im Grunde ambitionierten Serie. Als besonders gelungen hingegen gilt etwa For the World is Hollow and I Have Touched the Sky (Der verirrte Planet): Ein Asteroid, der sich auf Kollisionskurs mit einem bewohnten Planeten befindet, entpuppt sich als Raumschiff einer fremden Kultur, die von einem ominösen Orakel geführt wird. Stand bei The World is Hollow… nach langer Zeit wieder McCoy im Mittelpunkt des Geschehens – er verliebt sich in die Hohepriesterin der Kultur und möchte bei ihr bleiben – konzentriert sich All Our Yesterdays (Portal in die Vergangenheit) wieder auf Spock, der sich seinerseits in eine Frau verliebt, die durch ein Zeitportal in die Eiszeit ihres Heimatplaneten verbannt wurde.
Für besonderes Aufsehen sorgte Plato’s Stepchildren (Platons Stiefkinder), als Kirk und Uhura im Laufe der Handlung um einen launischen Herrscher mit telekinetischen Fähigkeiten dazu gezwungen werden, sich zu küssen. Dieser erste Kuss zwischen einem weißen Mann und einer schwarzen Frau im amerikanischen Fernsehen galt als Tabubruch. Verschiedene Sender in den Südstaaten weigerten sich, die Folge auszustrahlen. Während der Dreharbeiten musste das Team darauf achten, dass sich die Lippen der beiden Darsteller in Wirklichkeit nicht berührten. Mit Turnabout Intruder (Gefährlicher Tausch) strahlte NBC am 3. Juni 1969 schließlich die 79. und letzte Folge von Star Trek aus.

## Mitwirkende

### Regisseure
Von den insgesamt 28 Personen, die im Serienverlauf Regie führten, wurden Joseph Pevney und Marc Daniels mit je 14 Episoden die am häufigsten eingesetzten Regisseure.

### Haupt- und Nebendarsteller
Die Tabelle nennt die Schauspieler, ihre Rollennamen, ihre Zugehörigkeit zur Hauptbesetzung (●) bzw. zu den Nebendarstellern (•) je Staffel und die Anzahl der Episoden mit Auftritten. Angegeben sind zudem die deutschen Synchronsprecher der Serie und der darauffolgenden Filme.
|                   |                             |                                                                               |   | Staffel | Staffel | Staffel  | | |  |
| Schauspieler      | Rollenname                  | Rollenbeschreibung                                                            | 1 | 2       | 3       | Episoden | Synchronsprecher (Serie) | Synchronsprecher (Filme) |  |
| ----------------- | --------------------------- | ----------------------------------------------------------------------------- | - | ------- | ------- | -------- | --- | --- |  |
| William Shatner   | Capt. James T. Kirk         | Captain der USS Enterprise                                                    | ● | ●       | ●       | 079      | Gert Günther Hoffmann Thomas Danneberg (Nachsynchronisation VHS, 2 Folgen) Andreas Neumann (Nachsynchronisation DVD, 48 Folgen)                                          | Gert Günther Hoffmann (Film 1, 4–7) Klaus Sonnenschein (Film 2–3, Film 1: Nachsynchronisation TV-Fassung (1997) und Director’s-Cut (2002)) Andreas Neumann (Nachsynchronisation Film 1 Director's-Cut (2022))                               |  |
| Leonard Nimoy     | Lt. Cmdr. Spock Cmdr. Spock | Erster Offizier und Wissenschaftsoffizier der USS Enterprise Mensch/Vulkanier | ● | ●       | ●       | 080      | Herbert Weicker (und Nachsynchronisation VHS, 4 Folgen) Norbert Gescher (Nachsynchronisation DVD, 34 Folgen)                                                             | Herbert Weicker (Film 1–6) Norbert Gescher (Pilotfilm, Film 11, Nachsynchronisation Filme 1, 2, 6) Fred Maire (Film 12) |  |
| DeForest Kelley   | Dr. Leonard McCoy           | Leitender medizinischer Offizier der USS Enterprise                           | • | ●       | ●       | 076      | Manfred Schott (39 Folgen, ZDF) Randolf Kronberg (36 Folgen, Sat.1, VHS, Nachsynchronisation DVD) Joachim Pukaß (Nachsynchronisation ZDF-Episoden VHS u. DVD, 24 Folgen) | Manfred Schott (Film 1) Christian Rode (Film 2–3, Nachsynchronisation Film 2) Randolf Kronberg (Film 4–6) Bodo Wolf (Nachsynchronisation Film 1)                                                                                            |  |
| James Doohan      | Montgomery Scott            | Chefingenieur der USS Enterprise                                              | • | •       | •       | 066      | K.E. Ludwig Manfred Petersen (VHS und Nachsynchronisation DVD, 17 Folgen)                                                                                                | K.E. Ludwig Kaspar Eichel (Nachsynchronisation Filme 1, 2 und 6) |  |
| George Takei      | Lt. Hikaru Sulu             | Steuermann der USS Enterprise                                                 | • | •       | •       | 052      | Fred Klaus Bernhard Völger (Nachsynchronisation DVD, 1 Folge) Dirk Müller (Nachsynchronisation DVD, 4 Folgen)                                                            | Helmut Gauß (Film 1–3, Nachsynchronisation Film 1) Tommi Piper (Film 4–5) Fred Klaus (Film 6) |  |
| Nichelle Nichols  | Lt. Uhura                   | Kommunikationsoffizierin der USS Enterprise                                   | • | •       | •       | 070      | Rose-Marie Kirstein (37 Folgen, ZDF) Ilona Grandke (34 Folgen, Sat.1; Nachsynchronisation VHS, 1 Folge) Sabine Arnhold (Nachsynchronisation DVD, 12 Folgen)              | Rose-Marie Kirstein (Film 1) Joseline Gassen (Film 2–3) Ilona Grandke (Film 4–6) Regine Albrecht (Film 1: Nachsynchronisation TV-Fassung (1997) und Director's-Cut (2002)) Karin Grüger (Film 1: Nachsynchronisation Director’s-Cut (2022)) |  |
| Walter Koenig     | Fähnrich Pavel Chekov       | Navigator der USS Enterprise                                                  |   | •       | •       | 036      | Elmar Wepper (25 Folgen, ZDF; Nachsynchronisation VHS, DVD, 4 Folgen) Martin Umbach (13 Folgen, Sat.1; Nachsynchronisation DVD, 4 Folgen)                                | Elmar Wepper (Film 1–2, 4–6) Frank Glaubrecht (Filme 3 & 7) |  |
| Majel Barrett     | Christine Chapel            | Krankenschwester an Bord der USS Enterprise                                   | • | •       | •       | 026      | Liane Hielscher (12 Folgen) Ruth Pistor (2 Folgen) Sigrid Pawlas (3 Folgen) Kathrin Ackermann (5 Folgen)                                                                 | Doris Gallart (Film 1) |  |
| Grace Lee Whitney | Janice Rand                 | Yeoman an Bord der USS Enterprise                                             | • |         |         | 08       | Ingrid Capelle (Folge 1, 4, 8) Ilse Pagé (Folge 2) Marianne Hoffmann (Folge 10) Alexandra Ludwig (Folge 14)                                                              | Barbara Adolph (Film 1) |  |
| John Winston      | Lt. Kyle                    | Besatzungsmitglied der USS Enterprise                                         | • | •       | •       | 011      | Jürgen Rehmann (Folge 28 & 43) Hannes Gromball (Staffel 2–3) Claus Ringer (33)                                                                                           | Heinz Fabian (Film 2) |  |

Eine Übersicht über die Synchronsprecher findet sich im Artikel Deutsche Synchronisation von Star Trek.

## Deutsche Synchronisation
Das ZDF begann am 27. Mai 1972 mit der Ausstrahlung der Serie unter dem deutschen Titel Raumschiff Enterprise. Zunächst wurden von den vorhandenen 79 Folgen 26 ausgewählt und synchronisiert. Als das deutsche Publikum nach einer Fortsetzung verlangte, entschied man sich für den Ankauf von 13 weiteren Folgen. 40 Episoden, darunter The City on the Edge of Forever, The Menagerie, The Devil in the Dark (deutsche Titel: Griff in die Geschichte; Talos-IV tabu, Teil 1 und 2; Horta rettet ihre Kinder), wurden nicht berücksichtigt; einige dieser Episoden lehnte die Redaktion als zu geschmacklos und gewalttätig ab. Die komplette Ausstrahlung von Serien durch den öffentlich-rechtlichen Rundfunk war damals noch unüblich.
33 der 39 vom ZDF ausgewählten Folgen wurden für die deutsche Ausstrahlung geschnitten. Während die Episode Metamorphose um ca. 13 Minuten gekürzt wurde, fehlten bei anderen Folgen nur kurze Sequenzen. Bei späteren Wiederholungen kürzte das ZDF diese Folgen nochmals. Die Synchronisation lockerte die meist ernsten Dialoge des Originals mit flapsigen Bemerkungen auf, was besonders deutlich durch die wiederholte Bezeichnung Spocks als „Spitzohr“ auffällt. Außerdem wurde in der ZDF-Bearbeitung der Warp-Antrieb als Sol-Antrieb bezeichnet und Chekov wurde statt mit seinem Vornamen Pavel mit Pane (tschechisch „Herr“) angesprochen; Pane Chekov bedeutet also Herr Chekov. Für besondere Kritik bei den Fans sorgte die Entstellung der Handlung von Amok Time: In der deutschen Fassung Weltraumfieber leidet Spock nicht an seinen plötzlich auftretenden sexuellen Trieben, sondern an einer besonderen Krankheit, wobei sich ein großer Teil der Handlung als Fiebertraum Spocks offenbart. Erst im Rahmen der wesentlich späteren Videoverwertung wurde die Episode in einer dem Original deutlich angenäherten (teilweisen Neu-)Synchronisation unter dem Titel Pon Farr veröffentlicht, in der noch die ursprünglichen Sprecher Herbert Weicker (Spock) und Elmar Wepper (Chekov) mitwirkten. Im Zuge dessen wurde auch die gekürzte Episode Metamorphose mit Weicker vervollständigt.
Der Österreichische Rundfunk strahlte die Serie erstmals ab 4. September 1973 aus.
Der deutsche Privatsender Sat.1 sendete ab dem 7. Januar 1985 erstmals die noch fehlenden Folgen, die man neu synchronisieren ließ und die bis auf vier Ausnahmen (Krieg der Computer, Griff in die Geschichte, Meister der Sklaven, Das Jahr des roten Vogels) im Wesentlichen ungekürzt waren. Außerdem wiederholte man auch die vom ZDF bearbeiteten Episoden; die nachträglichen Kürzungen des ZDF machte man wieder rückgängig. 1993 wurde im Rahmen des Spezials Raumschiff Enterprise – Von einem Jahrhundert in das nächste auch erstmals eine synchronisierte Fassung des ersten Pilotfilms The Cage (Der Käfig) ausgestrahlt. Patterns of Force (Schablonen der Gewalt) war damit die einzige Episode, die weder vom ZDF noch von Sat.1 bearbeitet wurde. In dieser Folge wird ein faschistisches Regime beschrieben, das an die deutsche Nazi-Diktatur angelehnt ist. Patterns of Force wurde erst 1995 für die Videoveröffentlichung ins Deutsche übertragen. Die Originalfassung mit deutschen Untertiteln wurde am 19. November 1996 im Rahmen der spätabendlichen Sendereihe Kunst-Stücke im ORF erstmals im deutschen Sprachraum ausgestrahlt. Im deutschen Pay-TV und auf ZDFneo lief sie mittlerweile mehrmals in deutscher Synchronfassung, die Erstausstrahlung erfolgte am 25. Juli 1999 auf DF1. Sowohl auf VHS als auch auf DVD erhielt diese Folge die FSK-16-Freigabe; in den DVD-Veröffentlichungen wurde wegen dieser Episode die gesamte zweite Staffel auf FSK-16 gesetzt.
Bis 2011 war im deutschen Fernsehen ausschließlich der ZDF-Vorspann verwendet worden. Für die VHS- und DVD-Veröffentlichungen wurde das Raumschiff-Enterprise-Intro durch den originalen Star-Trek-Vorspann ersetzt. Dies geschah auch im Fernsehen (ZDFneo, SyFy), da dort mittlerweile nur auf die Originalmaster zurückgegriffen wird.
Die Bezeichnungen Star Trek: Raumschiff Enterprise oder die Abkürzung TOS (The Original Series) wurden erst später mit dem Aufkommen der Star-Trek-Ableger Raumschiff Enterprise: Das nächste Jahrhundert und Star Trek: Deep Space Nine für die Originalserie verwendet, um sie von den Spin-offs unterscheiden zu können. Obwohl die Originalserie den Fans auch unter dem Originaltitel Star Trek bekannt war, hieß sie in Deutschland bis dahin ausschließlich Raumschiff Enterprise.
Fast 40 Jahre nach der deutschen Erstausstrahlung im ZDF zeigte ZDFneo ab dem 18. Februar 2011 alle Folgen der Science-Fiction-Serie erstmals in der komplett digital remasterten Fassung (Star Trek Remastered), die so im frei empfangbaren deutschen Fernsehen noch nie zu sehen war. In allen Folgen wurden die meisten der ursprünglichen Effektaufnahmen durch per CGI generierte Filmsequenzen ersetzt. Im Rahmen eines Science-Fiction-Schwerpunktes am 4. November 2011 erfolgte die deutsche Free-TV-Premiere der umstrittenen Folge Schablonen der Gewalt. Dabei wurde zu Beginn der Folge auf die FSK-Freigabe ab 16 Jahren hingewiesen.
CBS veröffentlichte im Jahr 2009 die komplette Serie erneut auf DVD; allerdings nun ausschließlich in der neuen digital restaurierten Fassung. Auf der zeitgleich veröffentlichten Blu-Ray sind hingegen sowohl die Originaleffekte als auch die neue, computergenerierte CGI-Fassung zu sehen. Zudem wurden neues Bonusmaterial zur Entstehung der Serie und einige Interviews mit den Hauptdarstellern produziert. Die im deutschsprachigen Raum eher selten ausgestrahlte erste Pilotfolge Der Käfig ist ebenfalls auf den Blu-rays in drei verschiedenen Versionen enthalten. Vom zweiten Pilotfilm ist ebenfalls eine alternative Fassung (allerdings nur im englischen Originalton) verfügbar. Die deutsche Synchronisation ist identisch mit der ersten DVD-Auflage aus dem Jahr 2004. Damals wurden die in den ZDF- und Sat.1-Fassungen gekürzten Szenen nachsynchronisiert und einige sinnentstellende Übersetzungsfehler korrigiert. Soweit möglich, wurden damals die Original-Synchronsprecher eingesetzt. Da die meisten allerdings bereits verstorben waren oder deutlich zu alt klangen, verpflichtete man möglichst ähnlich klingende Ersatzsprecher. Diese Fassung ist seit 2011 auch im Fernsehen zu hören. Außerdem wurde eine Komplettbox (sowohl auf DVD als auch auf Blu-Ray) in der gleichen Ausstattung veröffentlicht. Die deutschen Stimmen klingen aufgrund der von den TV-Ausstrahlungen abweichenden Abspielgeschwindigkeit auf der Blu-ray zu tief.
Auch für die Kinofilme gab es umfassende Nachsynchronisationen für erweiterte Fassungen auf VHS, DVD und Blu-ray. 1997 ergänzte man die längere TV-Fassung des ersten Films für eine Veröffentlichung auf VHS. 2002 folgten Nachsynchronisationen für die Director’s Cuts von Star Trek – Der Film, Star Trek II und Star Trek VI. 2022 wurde der Director’s Cut von Star Trek – Der Film erneut ergänzt, sodass Kirk und Uhura nun jeweils drei Sprecher haben.

## Rezeption

### Kritik und Deutungen
Die Serie ist dafür bekannt, eine liberal-humanistische Zukunft auszumalen, die in deutlichem Kontrast zu den USA ihrer Entstehungszeit steht. Nach der Auffassung vieler Kritiker sei es den Drehbuchautoren dadurch ermöglicht worden, in den Episoden Themen wie Bürgerrechte, Rassismus, Sexismus, den Kalten Krieg und den US-amerikanischen Imperialismus zu kommentieren. Dennoch, meinte der Filmwissenschaftler Peter Wright (2009), sei Raumschiff Enterprise ein paradoxer Text: Obwohl oft kritisch gegenüber der US-amerikanischen Außen- und Innenpolitik, habe die Serie US-amerikanische Werte auch bestätigt oder eine liberale Haltung angenommen, die den Widerstand und die Konflikte übersehe, die zum Aufbau einer echten egalitären Utopie nötig seien.
Die Meinungen mancher Wissenschaftler, Raumschiff Enterprise sei eine Metapher für den Kalten Krieg und die Föderation sei eine Art von proamerikanischer, politischer Verbildlichung, kritisierte der US-Politologe George A. Gonzalez (2015) als „ungeheuerlich“ und als „deplatzierte Annahmen“, die zur Entwertung Star Treks als proamerikanische Propaganda für den Kalten Krieg beigetragen hätten. Vielmehr übe Star Trek – zumindest bezogen auf Raumschiff Enterprise – Kritik am Kalten Krieg und der US-Außenpolitik. Distanz zum Kalten Krieg werde vor allem daran deutlich, dass Star Trek die Gültigkeit der antikommunistischen Haltung der Vereinigten Staaten bzgl. des Kalten Kriegs leugne, so wie es sich anhand der Aussagen Kirks und der Klingonen in der Episode Kampf um Organia (Staffel 1) zeige. Die kritische Distanz erlaube es, die Serie – Jacques Rancière zitierend – als „ein Werk der ‚politischen Kunst‘“ zu betrachten. Im Übrigen, so Gonzalez, „duftet“ Raumschiff Enterprise „nach einem Kennedyschen liberalen Internationalismus.“

### Auszeichnungen
Die Serie wurde 14-mal für einen Primetime Emmy Award nominiert, ohne einen gewonnen zu haben. Überdies gab es acht Nominierungen für den renommierten Science-Fiction-Preis Hugo Award, von denen zwei erfolgreich waren.

### Entwicklung des Phänomens

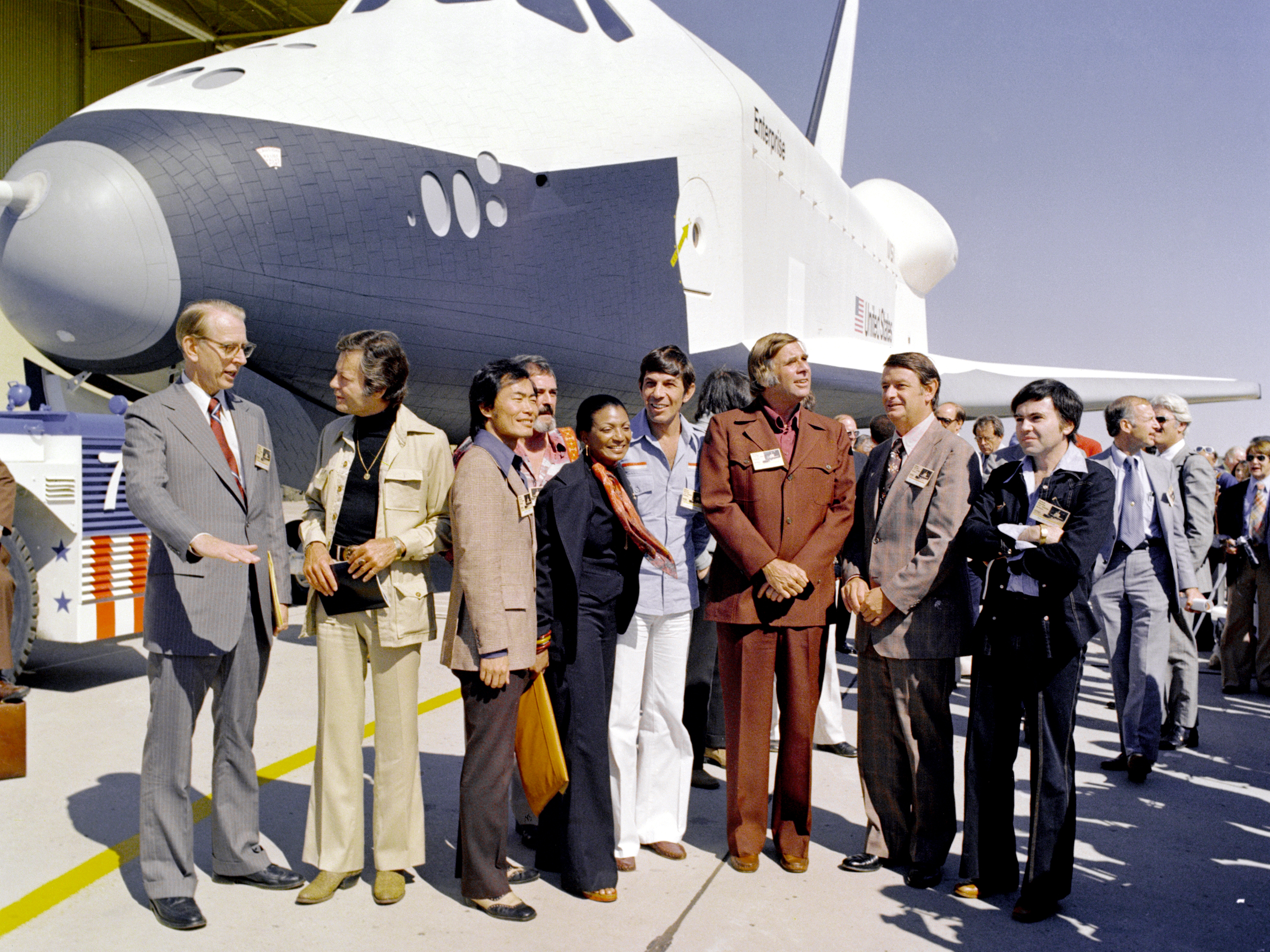
Das NASA-Shuttle Enterprise und die Star-Trek-Crew 1976, u. a. mit DeForest Kelley (McCoy), George Takei (Sulu), James Doohan (Scotty), Nichelle Nichols (Uhura), Leonard Nimoy (Spock), Walter Koenig (Chekov)

Während ihrer Erstausstrahlung beschränkte sich der Erfolg der Serie auf eine verhältnismäßig kleine Gruppe meist an Science Fiction interessierter Zuschauer. Nachdem Star Trek wegen schlechter Einschaltquoten abgesetzt worden war, begann der Verkauf der Ausstrahlungsrechte an lokale und private Fernsehsender in den USA. Dort bescherten bessere Sendezeiten der Serie ein weit größeres Publikum als bisher, das sich nicht zuletzt wegen der ersten Mondlandung im Jahr 1969 stark für die Weltraumabenteuer der Enterprise interessierte. Auch international entwickelte sich die zunächst erfolglose Serie zum unzweifelhaften Publikumserfolg. In Großbritannien wurde Star Trek 1970 erstmals außerhalb der USA ausgestrahlt. 1972 hatten bereits 170 Sender auf der ganzen Welt die Serie in ihrem Programm, darunter auch das ZDF in Deutschland.
1972 fand in den USA die erste Star-Trek-Convention mit rund 3.000 Besuchern statt. Zwei Jahre später belief sich die Besucherzahl dieser jährlich stattfindenden Fan-Treffen bereits auf über 15.000, was schließlich die Organisation mehrerer lokaler Conventions notwendig machte. Darüber hinaus erfreuten sich sogenannte Fanzines großer Beliebtheit innerhalb der wachsenden Fangemeinde: In solchen Magazinen greifen Fans in selbstgeschriebenen Geschichten und Gedichten Motive aus der Serie auf. Durch die bereits in den 1960er Jahren in den USA weitverbreitete Geschäftsidee des Merchandisings profitierte auch der professionelle Handel von der steigenden Beliebtheit Star Treks: Fanden schon während der Erstausstrahlung die von James Blish verfassten, auf den Drehbüchern basierenden Kurzgeschichten bei Fans großen Absatz, wurde das Angebot nach und nach um jedes denkbare Produkt erweitert: T-Shirts, Buttons, Schlüssel- und Kettenanhänger, Spielzeug aller Art, Teller, Uhren, Modellbausätze und vieles mehr.
Zitate aus der Serie fanden Einzug in die Alltagskultur, etwa der Vulkan-Gruß, die Phrase „Beam me up, Scotty“ (die allerdings in dieser Form in der Serie nie zu hören war) und der Ausdruck „Redshirt“. Die 1977 in den Medien aufwendig inszenierte Taufe der ersten (nur zu Test- und Übungszwecken verwendeten) Raumfähre der NASA auf den Namen „Enterprise“ ließ sich ebenfalls auf die außergewöhnliche nationale Beliebtheit Star Treks zurückführen.

### Nachfolgewerke
1973 kam die erste Nachfolgeserie ins US-amerikanische Fernsehen. Die sparsam animierte Zeichentrickserie für Kinder (dt. Titel Die Enterprise) konnte zwar einen Emmy Award erringen, wurde aber mangels Publikumsinteresse nach 22 Folgen eingestellt.
Im November 1977 stoppte Paramount Pictures neun Tage vor dem geplanten Drehbeginn die Neuauflage Star Treks als Fernsehserie (Arbeitstitel Star Trek II), um Monate später die Rückkehr der Enterprise auf der Kinoleinwand anzukündigen. Star Trek: Der Film feierte 1979 Premiere. Die langerwartete Produktion wurde zwar erwartungsgemäß ein großer kommerzieller Erfolg, enttäuschte jedoch Fans und Kritiker. Für den nachfolgenden Film wurde unter Produzent Harve Bennett und Regisseur Nicholas Meyer eine Neuorientierung der Serie vorgenommen. Gene Roddenberry verlor an Einfluss und zeigte sich mit der stärkeren Betonung militärischer Elemente sehr unzufrieden. Dessen ungeachtet fand Star Trek II: Der Zorn des Khan erfolgreiche Aufnahme bei Publikum und Kritik und prägte den Stil Star Treks nachhaltig. Auch Leonard Nimoy, der seit dem Erfolg der Serie unter der starken Identifikation mit seiner Rolle des Spock litt, entschied sich trotz anderer Pläne für einen Verbleib bei Star Trek und nahm darüber hinaus bei den beiden folgenden Filmproduktionen im Regiestuhl Platz. Insbesondere der weltweit große Erfolg von Star Trek IV: Zurück in die Gegenwart trieb die Pläne voran, eine Star-Trek-Fernsehserie mit neuer Besatzung zu etablieren: Star Trek: The Next Generation (Raumschiff Enterprise: Das nächste Jahrhundert) wurde erstmals im Oktober 1987 ausgestrahlt und entwickelte sich in sieben Staffeln zu einer der erfolgreichsten Science-Fiction-Serien ihrer Zeit. Der nächste Kinofilm der klassischen Besatzung, Star Trek V: Am Rande des Universums, blieb jedoch hinter den Erwartungen zurück. Schließlich wurde anlässlich des 25. Jubiläums der Serie mit Star Trek VI: Das unentdeckte Land 1991 der letzte Film mit der Originalbesetzung der Star-Trek-Serie produziert. Die vier folgenden Star-Trek-Filme setzten die 1994 eingestellte Fernsehserie The Next Generation im Kino fort. Für den elften, zwölften und dreizehnten Kinofilm besann sich die Produktionsfirma Paramount wieder auf die ursprüngliche Serie: J. J. Abrams besetzte für seine Filme Star Trek (2009), Star Trek Into Darkness (2013) und Star Trek Beyond (2016) die bekannten Figuren mit jungen Darstellern neu und beleuchtet insbesondere Kirks und Spocks Vorgeschichte in einer alternativen Zeitlinie.
Drei weitere Fernsehserien schlossen sich inhaltlich mehr oder weniger an das von Roddenberry entworfene Konzept an. Während Star Trek: Deep Space Nine (1993–1999) und die spätere Serie Star Trek: Raumschiff Voyager (1995–2001) wie The Next Generation zeitlich etwa ein Jahrhundert nach Kirks Mission angesiedelt sind, spielte die Serie Star Trek: Enterprise (2001–2005) etwa ein Jahrhundert davor.
Seit 2017 entstanden mehrere weitere Star-Trek-Serien. Die erste hiervon, Star Trek: Discovery, spielt in den beiden ersten Staffeln nur wenige Jahre vor Raumschiff Enterprise. Zudem wurden Figuren wie Spock, mehrere Nebenfiguren aus der Originalserie sowie Captain Pike und „Nummer Eins“ aus dem ursprünglichen Pilotfilm wieder aufgegriffen und von neuen Schauspielern verkörpert. Die seit Mai 2022 laufende Serie Star Trek: Strange New Worlds handelt von den Abenteuern der USS Enterprise NCC-1701 unter dem Kommando von Captain Pike. Auch hier werden aus Raumschiff Enterprise bekannte Figuren von neuen Schauspielern verkörpert.
Im Jahr 2007 wurde die zum Kult avancierte Serie im Auftrag des Senders CBS digital überarbeitet (Star Trek Remastered). Dabei modernisierte das Team unter Beteiligung der Star-Trek-Experten Denise und Michael Okuda sowie von Gene Roddenberrys Sohn Eugene vor allem die Spezialeffekte. In einigen Folgen wurden zusätzlich per CGI generierte Filmsequenzen hinzugefügt. Außerdem wurde die Titelmelodie neu eingespielt und die gesamte Serie in ein HD-Format übertragen.

### Parodien
Eine Parodie auf die Serie war Schweine im Weltall innerhalb der Puppen-Comedyserie Die Muppet-Show. Raumschiff Enterprise war Vorlage für Robert Ampers Slapstick-Filmserie Raumschiff Highlander und Klaus Knoesels Star Mac aus dem Jahr 1990, in dem u. a. Barbara Feltus eine Rolle hatte und die deutschen Synchronstimmen verwendet wurden. Weiterhin wurde die Serie oftmals in der amerikanischen Comedyserie Saturday Night Live parodiert – die Rolle des Captain Kirk wurde dort unter anderem von John Belushi und Jim Carrey gespielt. Aus Finnland stammt die Star-Wreck-Filmreihe, die zwischen 1992 und 2005 entstand.
Auch für den Spielfilm Galaxy Quest mit Tim Allen und Michael „Bully“ Herbigs Persiflage (T)Raumschiff Surprise – Periode 1 war (neben den Star-Wars-Filmen von George Lucas) die klassische Serie das Hauptmotiv, ebenso wie in Herbigs Fernsehserie Bullyparade.
Der Film De Apparatspott – Ick heep keene Lust mehr hier ünnen und seine zwei Nachfolger benutzen Motive und Zitate aus Star Trek in einer plattdeutschen Science-Fiction-Parodie.
In dem Spielfilm Bill & Ted’s verrückte Reise in die Zukunft findet sich ein längeres Filmzitat aus der Folge Ganz neue Dimensionen. Die Hauptdarsteller des Werks haben die Szene in der Folge am Original-Drehort in ähnlicher Form wiederholt. Ein weiterer Film, bei dem teilweise Elemente aus Star Trek verwendet wurden, ist die Science-Fiction-Parodie Spaceballs von Mel Brooks.
2017 produzierte 20th Century Fox die erste Staffel der satirisch angelegten Serie The Orville, die sich stark an Star Trek – The Next Generation orientiert. Die Serie läuft in Deutschland seit Februar 2018 auf ProSieben.

## Literarische Adaptionen

### Romane und Kurzgeschichten
Die Serie wurde bislang für mindestens 180 Romane adaptiert (Stand: 22. Mai 2015). Romane, die auf den anderen Star-Trek-Fernsehserien basieren, sowie Crossover-Romane mit diesen Reihen sind darin noch nicht mit inbegriffen.

### Comics
Die klassische Fernsehserie, die klassischen Kinofilme und die Reboot-Kinofilme wurden in Summe für mehrere Hundert Comics adaptiert.